# Liste der denkmalgeschützten Objekte in Wagna
Die Liste der denkmalgeschützten Objekte in Wagna enthält die 29 denkmalgeschützten, unbeweglichen Objekte der Gemeinde Wagna im steirischen Bezirk Leibnitz.

## Denkmäler
| Foto |                 | Denkmal | Standort                                            | Beschreibung | Metadaten |
| ---- | --------------- | --- | --------------------------------------------------- | --- | --- |
| ja   | Datei hochladen | Wächterhaus HERIS-ID: 86856 Objekt-ID: 101191seit 2020                                                            | gegenüber Aflenzer Straße 19 Standort KG: Aflenz    | Gebäude des Außenlagers Aflenz | BDA-Hist.: Q105653310 Status: Bescheid Stand der BDA-Liste: 2025-06-30 Name: Wächterhaus GstNr.: 72/2 Römersteinbruch Aflenz |
| ja   | Datei hochladen | Ortskapelle Maria Osterwitz HERIS-ID: 70437 Objekt-ID: 83553                                                      | bei Retzneier Straße 2 Standort KG: Aflenz          | | BDA-Hist.: Q38125106 Status: § 2a Stand der BDA-Liste: 2025-06-30 Name: Ortskapelle Maria Osterwitz GstNr.: .37 |
| ja   | Datei hochladen | Stollen 2 HERIS-ID: 86854 Objekt-ID: 101189seit 2020                                                              | gegenüber Retzneier Straße 10 Standort KG: Aflenz   | Stollen des Außenlagers Aflenz | BDA-Hist.: Q105653234 Status: Bescheid Stand der BDA-Liste: 2025-06-30 Name: Stollen 2 GstNr.: 318 Römersteinbruch Aflenz |
| ja   | Datei hochladen | Stollen 1, ehem. Römersteinbruch HERIS-ID: 70443 Objekt-ID: 83559seit 2020                                        | neben Retzneier Straße 11 Standort KG: Aflenz       | in dem in römischer Zeit genutzten unterirdischen Kalksteinbruch (Römersteinbruch Aflenz) wurde 1944 in eine Außenstelle des KZs Mauthausen eingerichtet, in dem Zwangsarbeiter für die Steyr‐Daimler‐Puch AG eingesetzt wurden. Es bestand bis 2. April 1945. Das Gelände dient heute als Gedenkstätte. | BDA-Hist.: Q105653232 Status: Bescheid Stand der BDA-Liste: 2025-06-30 Name: Stollen 1, ehem. Römersteinbruch GstNr.: 198 Römersteinbruch Aflenz |
| ja   | Datei hochladen | Archäologische Überreste des KZ-Außenlagers Aflenz HERIS-ID: 113338 Objekt-ID: 131629seit 2020                    | Retzneier Straße 14 Standort KG: Aflenz             | Archäologische Überreste des Außenlagers Aflenz | BDA-Hist.: Q105647146 Status: Bescheid Stand der BDA-Liste: 2025-06-30 Name: Archäologische Überreste des KZ-Außenlagers Aflenz GstNr.: 255/2, 255/3, 255/4, 255/5, 256/5, 223 (KG 66186 Unterlupitscheni) |
| ja   | Datei hochladen | Stollen 3 HERIS-ID: 86855 Objekt-ID: 101190seit 2020                                                              | bei Römerbruchweg 5 Standort KG: Aflenz             | Stollen des Außenlagers Aflenz | BDA-Hist.: Q105653235 Status: Bescheid Stand der BDA-Liste: 2025-06-30 Name: Stollen 3 GstNr.: 213/3, 213/6 Römersteinbruch Aflenz |
| ja   | Datei hochladen | Stollen 4 mit KZ-Gedenktafel HERIS-ID: 70424 Objekt-ID: 83540seit 2020                                            | Römerbruchweg, am Eingang Standort KG: Aflenz       | Stollen des Außenlagers Aflenz | BDA-Hist.: Q105653231 Status: Bescheid Stand der BDA-Liste: 2025-06-30 Name: Stollen 4 mit KZ-Gedenktafel GstNr.: 224/3 Römersteinbruch Aflenz |
| ja   | Datei hochladen | Schacht 1 HERIS-ID: 113330 Objekt-ID: 131621seit 2020                                                             | Standort KG: Aflenz                                 | Lüftungsschacht des Außenlagers Aflenz | BDA-Hist.: Q105653236 Status: Bescheid Stand der BDA-Liste: 2025-06-30 Name: Schacht 1 GstNr.: 198 Römersteinbruch Aflenz |
| ja   | Datei hochladen | Schacht 2 HERIS-ID: 113331 Objekt-ID: 131622seit 2020                                                             | Standort KG: Aflenz                                 | Lüftungsschacht des Außenlagers Aflenz | BDA-Hist.: Q105653237 Status: Bescheid Stand der BDA-Liste: 2025-06-30 Name: Schacht 2 GstNr.: 176 Römersteinbruch Aflenz |
| ja   | Datei hochladen | Schacht 3 HERIS-ID: 113333 Objekt-ID: 131624seit 2020                                                             | Standort KG: Aflenz                                 | Lüftungsschacht des Außenlagers Aflenz | BDA-Hist.: Q105653239 Status: Bescheid Stand der BDA-Liste: 2025-06-30 Name: Schacht 3 GstNr.: 174 Römersteinbruch Aflenz |
| ja   | Datei hochladen | Schacht 4 HERIS-ID: 113334 Objekt-ID: 131625seit 2020                                                             | Standort KG: Aflenz                                 | Lüftungsschacht des Außenlagers Aflenz | BDA-Hist.: Q105653240 Status: Bescheid Stand der BDA-Liste: 2025-06-30 Name: Schacht 4 GstNr.: 195 Römersteinbruch Aflenz |
| ja   | Datei hochladen | Schacht 5 HERIS-ID: 113332 Objekt-ID: 131623seit 2020                                                             | Standort KG: Aflenz                                 | Lüftungsschacht des Außenlagers Aflenz | BDA-Hist.: Q105653238 Status: Bescheid Stand der BDA-Liste: 2025-06-30 Name: Schacht 5 GstNr.: 179, 194/1 Römersteinbruch Aflenz |
| ja   | Datei hochladen | Hauptluftschacht HERIS-ID: 113335 Objekt-ID: 131626seit 2020                                                      | Standort KG: Aflenz                                 | Hauptluftschacht des Außenlagers Aflenz | BDA-Hist.: Q105653241 Status: Bescheid Stand der BDA-Liste: 2025-06-30 Name: Hauptluftschacht GstNr.: 195, 194/1 Römersteinbruch Aflenz |
| ja   | Datei hochladen | Untertagebergbau Aflenz HERIS-ID: 113337 Objekt-ID: 131628seit 2020                                               | Standort KG: Aflenz                                 | Der unterirdische Kalksteinabbau wurde seit römischer Zeit betrieben. Auch noch in der Nachkriegszeit (nach der Befreiung des hier vorhandenen KZ-Außenlagers) wurde Kalksandstein für die Restaurierung historischer Gebäude von hier entnommen. | BDA-Hist.: Q2179649 Status: Bescheid Stand der BDA-Liste: 2025-06-30 Name: Untertagebergbau Aflenz GstNr.: 319, 198, 199/2, 195, 197, 202, 203, 318, 205/2, 170/1, 170/2, 171, 174, 176, 179, 194/1, 196/3 Römersteinbruch Aflenz |
| ja   | Datei hochladen | Grabhügel Kogelried HERIS-ID: 46432 Objekt-ID: 48447                                                              | Hasendorf Standort KG: Hasendorf                    | Das römerzeitliche Hügelgräberfeld gehört mutmaßlich zu einer 100 Meter südlich gelegenen Villa rustica. Anmerkung: lt. Hengist-Archäologie reicht der Fundort bis in die KG Untergralla, ist aber dort nicht geschützt. | BDA-Hist.: Q38021512 Status: Bescheid Stand der BDA-Liste: 2025-06-30 Name: Grabhügel Kogelried GstNr.: 423/1, 424/1 |
| ja   | Datei hochladen | Schloss Retzhof HERIS-ID: 51618 Objekt-ID: 57310                                                                  | Dorfstraße 17 Standort KG: Leitring                 | Die symmetrische Vierflügelanlage entstand im 17. Jahrhundert anstelle eines Edelhofes. Beim Bau wurden zahlreiche Steine aus der Römersiedlung Flavia Solva verwendet. An den Ecken der einzelnen Trakte befinden sich Risalite, die wohl ursprünglich Türme waren. Das Gewölbe des Westrisaliten ruhr auf einer barocken Mittelsäule, im Norden sind Überreste eines Turmes zu erkennen. Der Hof hat Laubengänge aus dem 17. Jahrhundert, Treppenhaus und Kapelle stammen aus dem 18. Jahrhundert, die offene mit einem Giebel bekrönte Säulenhalle im Nordwesten ist klassizistisch. Im Osten befindet sich ein dreiflügeliger Nebenhof. | BDA-Hist.: Q917497 Status: § 2a Stand der BDA-Liste: 2025-06-30 Name: Schloss Retzhof GstNr.: .1 Schloss Retzhof |
| ja   | Datei hochladen | Figurenbildstock hl. Johannes Nepomuk HERIS-ID: 63343 Objekt-ID: 75977                                            | bei Dorfstraße 17 Standort KG: Leitring             | Die Statue des hl. Johannes Nepomuk bei Schloss Retzhof trägt als Sockelrelief das Wappen der Familie Trauttmannsdorff, in deren Besitz das Schloss Mitte des 18. Jahrhunderts war. | BDA-Hist.: Q38102957 Status: Bescheid Stand der BDA-Liste: 2025-06-30 Name: Figurenbildstock hl. Johannes Nepomuk GstNr.: 15/26 |
| ja   | Datei hochladen | Gartenhaus des Schlosses Retzhof HERIS-ID: 46838 Objekt-ID: 49105seit 1993                                        | bei Dorfstraße 17 Standort KG: Leitring             | Das aus der 2. Hälfte des 18. Jahrhunderts stammende Gartenhaus zu Schloss Retzhof befindet sich angrenzend an das Schlossareal, war jedoch ursprünglich integrierender Bestandteil der Parkanlage. Der barocke eingeschoßige Baukubus hat einen ausgewogen proportionierten Rechteckgrundriss. Die östliche dreiachsige Front zum Schloss hin ist als Hauptfassade ausgebildet, und weist mit den Schmalfronten eine Fassadenzier auf, die charakteristisch für das spätere 18. Jahrhundert ausgeführt ist. Das Gartenhaus setzt sich im Inneren aus zwei kleinen Vorräumen mit der Eingangs- sowie Kellerabgangssituation und einem großen, annähernd quadratischen Raum mit Deckenspiegel zusammen. Die Unterkellerung lässt vermuten, dass das Objekt einer wirtschaftlichen Nutzung oder zu Wohnzwecken gedient hat. Als Gartenpavillon wurde das Haus erst später erwähnt. | BDA-Hist.: Q64765086 Status: Bescheid Stand der BDA-Liste: 2025-06-30 Name: Gartenhaus des Schlosses Retzhof GstNr.: 1/1 Schloss Retzhof |
| ja   | Datei hochladen | Römerzeitliche Stadt und Gräberfelder Flavia Solva HERIS-ID: 41088 Objekt-ID: 41472                               | Flavia Solva Standort KG: Leitring                  | Das Ausgrabungsgebiet erstreckt sich über die Katastralgemeinden Leitring und Wagna in der Gemeinde Wagna, Leibnitz und Altenmarkt in der Gemeinde Leibnitz und Landscha in der Gemeinde Gabersdorf. | BDA-Hist.: Q64487639 Status: Bescheid Stand der BDA-Liste: 2025-06-30 Name: Römerzeitliche Stadt und Gräberfelder Flavia Solva GstNr.: 250/33, 250/55, 250/56 Flavia Solva |
| ja   | Datei hochladen | Bildstock Marktgerichtssäule HERIS-ID: 70420 Objekt-ID: 83536                                                     | bei Leitringer Hauptstraße 73 Standort KG: Leitring | | BDA-Hist.: Q38125079 Status: § 2a Stand der BDA-Liste: 2025-06-30 Name: Bildstock Marktgerichtssäule GstNr.: 443/2 |
| ja   | Datei hochladen | Römerzeitliche Stadt und Gräberfelder Flavia Solva HERIS-ID: 112268 Objekt-ID: 130358                             | Flavia Solva Standort KG: Wagna                     | Das Ausgrabungsgebiet erstreckt sich über die Katastralgemeinden Leitring und Wagna in der Gemeinde Wagna, Leibnitz und Altenmarkt in der Gemeinde Leibnitz und Landscha in der Gemeinde Gabersdorf. | BDA-Hist.: Q64487646 Status: Bescheid Stand der BDA-Liste: 2025-06-30 Name: Römerzeitliche Stadt und Gräberfeld Flavia Solva GstNr.: .50, 101/1, 101/2, 101/4, 101/5, 101/6, 102, 103/1, 105, 106/1, 106/2, 157/1, 157/4, 157/5, 157/6, 159, 160, 161, 162, 164, 165/1, 165/2, 166, 167, 168, 169/1, 170, 173, 174/1, 174/2, 176, 177/1, 177/2, 179, 180, 182/2 T, 185/1, 185/2, 185/3, 185/4, 185/5, 185/8, 185/9, 187/2, 195/1, 195/2, 201/3, 206/1, 206/22, 207, 208/1, 208/2, 210, 212/1, 212/2, 217/1, 217/2, 222/1, 230/1, 252/4, 252/5 T, 252/7, 252/8, 252/9, 252/10, 252/11, 252/12, 252/13, 252/15, 252/16, 252/17, 252/18, 252/19, 252/20, 252/22, 252/24, 252/27, 252/37, 252/48, 252/49 T, 252/51, 315, 320/1, 320/101, 320/126, 320/148, 320/191, 320/199, 428/4, 428/5, 428/6, 428/10, 428/47, 428/78, 428/267, 428/268, 428/287, 1171, 1189/14, 1216, 1217, 1218, 1219 Flavia Solva |
| ja   | Datei hochladen | Küchenbaracke des ehem. Flüchtlingslagers Wagna HERIS-ID: 85065 Objekt-ID: 99249                                  | bei Hauptstraße Wagna 10 Standort KG: Wagna         | Dies ist der letzte Rest des Barackenlagers Wagna, das während des Ersten Weltkrieges für Binnenflüchtlinge angelegt wurde, im Zweiten Weltkrieg ein Gefangenenlager und in der unmittelbaren Nachkriegszeit ein Unterbringungsort für Displaced Persons war. In Folge entstand auf dem Straßengrundriss langsam eine Siedlung . | BDA-Hist.: Q38184525 Status: Bescheid Stand der BDA-Liste: 2025-06-30 Name: Küchenbaracke des ehem. Flüchtlingslagers Wagna GstNr.: .123 |
| ja   | Datei hochladen | Land- und forstwirtschaftliche Fachschule St. Martin, Baubezirksleitung Leibnitz HERIS-ID: 85067 Objekt-ID: 99251 | Marburger Straße 75 Standort KG: Wagna              | | BDA-Hist.: Q38184542 Status: § 2a Stand der BDA-Liste: 2025-06-30 Name: Land- und forstwirtsch. Fachschule St. Martin, Baubezirksleitung Leibnitz GstNr.: 252/37 |
| ja   | Datei hochladen | Kath. Pfarrkirche Christus der Auferstandene HERIS-ID: 51949 Objekt-ID: 57790                                     | Marktplatz 1 Standort KG: Wagna                     | Die Pfarrkirche Christus der Auferstandene ist eine Betonkonstruktion nach dem Plan von Friedrich Moser. Sie wurde 1963/64 erbaut, der freistehende Glockenturm 1969. Die Entwürfe zu den ornamentalen Glasfenstern stammen auch von Moser, der geschalte Negativguss an der Altarwand stammt von Emmerich Mohapp und stellt den Gekreuzigten und Auferstandenen dar. | BDA-Hist.: Q38048210 Status: § 2a Stand der BDA-Liste: 2025-06-30 Name: Kath. Pfarrkirche Christus der Auferstandene GstNr.: 428/58 Kath. Pfarrkirche Christus der Auferstandene (Wagna) |
| ja   | Datei hochladen | Bildstock HERIS-ID: 70421 Objekt-ID: 83537                                                                        | bei Wagnastraße 113 Standort KG: Wagna              | | BDA-Hist.: Q38125089 Status: § 2a Stand der BDA-Liste: 2025-06-30 Name: Bildstock GstNr.: 1180 |
| ja   | Datei hochladen | Figurenbildstock hl. Johannes Nepomuk HERIS-ID: 70418 Objekt-ID: 83534                                            | bei Wagnastraße 161 Standort KG: Wagna              | | BDA-Hist.: Q38125069 Status: § 2a Stand der BDA-Liste: 2025-06-30 Name: Figurenbildstock hl. Johannes Nepomuk GstNr.: 837 |
| ja   | Datei hochladen | Ehem. Herrenhaus der Wagna-Mühle (jetzt Objekt 6 des Schießplatzes) HERIS-ID: 70414 Objekt-ID: 83530              | Wagnastraße 161 Standort KG: Wagna                  | Das ehemalige Wohngebäude hat ein Steinportal mit einer lateinischen Inschrift von 1697. Das Doppelwappen an der Fassade stammt vom Ende des 17. Jahrhunderts, aus derselben Zeit die bemerkenswerte Stuckdecke. | BDA-Hist.: Q38125044 Status: § 2a Stand der BDA-Liste: 2025-06-30 Name: Ehem. Herrenhaus der Wagna-Mühle (jetzt Objekt 6 des Schießplatzes) GstNr.: .2 |
| ja   | Datei hochladen | Ehem. Wagna-Mühle (jetzt Objekt 7 des Schießplatzes) HERIS-ID: 70417 Objekt-ID: 83533                             | Wagnastraße 161 Standort KG: Wagna                  | Die ehemalige Mühle trägt eine Inschriftentafel der Familie Polheim aus dem Jahre 1562. | BDA-Hist.: Q38125061 Status: § 2a Stand der BDA-Liste: 2025-06-30 Name: Ehem. Wagna-Mühle (jetzt Objekt 7 des Schießplatzes) GstNr.: .2 |
| ja   | Datei hochladen | Ortskapelle HERIS-ID: 70427 Objekt-ID: 83543                                                                      | Standort KG: Wagna                                  | | BDA-Hist.: Q38125098 Status: § 2a Stand der BDA-Liste: 2025-06-30 Name: Ortskapelle GstNr.: .26/2 |

## Ehemalige Denkmäler
| Foto |                 | Denkmal                                                                                           | Standort                               | Beschreibung | Metadaten |
| ---- | --------------- | ------------------------------------------------------------------------------------------------- | -------------------------------------- | ------------ | --- |
| BW   | Datei hochladen | Ehem. Personal- und Bürohaus des KZ-Nebenlagers Aflenz mit Nebengebäude Objekt-ID: 101192bis 2012 | Retzneier Straße 7 Standort KG: Aflenz |              | BDA-Hist.: Q106647230 Status: § 2a Stand der BDA-Liste: 2012-06-06 Name: Ehem. Personal- und Bürohaus des KZ-Nebenlagers Aflenz mit Nebengebäude GstNr.: .71, 196/5 |